# Jansky

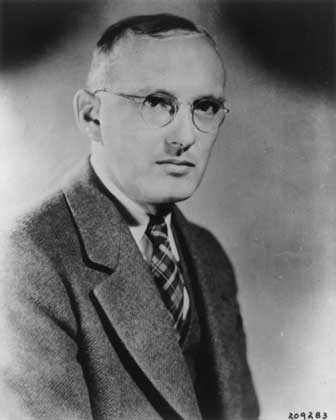
Karl Jansky (1905-1950)

O jansky (símbolo: Jy) é uma unidade usada em Astronomia para medir densidade de fluxo. O nome da unidade foi escolhido em homenagem a Karl Jansky, que em 1932 detectou pela primeira vez ondas de rádio emitidas pela Via Láctea.

## Definição
Utilizada principalmente na radioastronomia, essa unidade é definida pela seguinte expressão:
{\displaystyle 1\ \mathrm {Jy} =10^{-26}{\frac {\mathrm {W} }{\mathrm {m^{2}} \cdot \mathrm {Hz} }}}